# Pesquisas eleitorais para a eleição estadual de 2026 em São Paulo
Esta é uma lista de pesquisas eleitorais para a eleição estadual de 2026 no estado de São Paulo. Desde as eleições de 2022, empresas de pesquisa de opinião publicam informações que rastreiam a intenção de voto para a eleição para governador em 2026. Os resultados estão listados abaixo em ordem cronológica reversa. Todas os cenários se referem a pesquisas estimuladas, quando uma lista de candidatos é apresentada ao entrevistado.

## 1.º Turno

### 2025
| Contratante/Pesquisa | Datas de Pesquisa            | Amostragem | Margem de erro (%pt) | Cen. |                |             |               |              |             |               |             |            |              |              |                      |               |            |               |              |              | Indecisos ou Absentos |
| Contratante/Pesquisa | Datas de Pesquisa            | Amostragem | Margem de erro (%pt) | Cen. | Tarcísio (REP) | Manga (REP) | Alckmin (PSB) | França (PSB) | Nunes (MDB) | Hilton (PSOL) | Haddad (PT) | Marta (PT) | Padilha (PT) | Serra (PSDB) | Garcia (Sem partido) | Marçal (PRTB) | Prado (PL) | Sabará (NOVO) | Kassab (PSD) | Ramuth (PSD) | Indecisos ou Absentos |
| -------------------- | ---------------------------- | ---------- | -------------------- | ---- | -------------- | ----------- | ------------- | ------------ | ----------- | ------------- | ----------- | ---------- | ------------ | ------------ | -------------------- | ------------- | ---------- | ------------- | ------------ | ------------ | --------------------- |
| Contratante/Pesquisa | Datas de Pesquisa            | Amostragem | Margem de erro (%pt) | Cen. |                |             |               |              |             |               |             |            |              |              |                      |               |            |               |              |              | Indecisos ou Absentos |
|                      |                              |            |                      |      |                |             |               |              |             |               |             |            |              |              |                      |               |            |               |              |              |                       |
| Paraná Pesquisas     | 1 a 4 de maio de 2025        | 1.700      | 2,4                  | 1    | 42,1%          | 4,8%        | 21,1%         | -            | -           | 9,4%          | -           | -          | 5,5%         | 4%           | -                    | -             | -          | 0,8%          | -            | -            | 12,3%                 |
| Paraná Pesquisas     | 1 a 4 de maio de 2025        | 1.700      | 2,4                  | 2    | 46,5%          | 5,4%        | -             | 11,9%        | -           | 9,7%          | -           | -          | 7,1%         | 4,7%         | -                    | -             | -          | 0,8%          | -            | -            | 13,8%                 |
| Paraná Pesquisas     | 1 a 4 de maio de 2025        | 1.700      | 2,4                  | 3    | -              | 8,7%        | -             | 16,2%        | 29,5%       | 10,1%         | -           | -          | 7,6%         | 5,5%         | -                    | -             | -          | 1,8%          | -            | -            | 20,7%                 |
| Paraná Pesquisas     | 1 a 4 de maio de 2025        | 1.700      | 2,4                  | 4    | -              | 11,7%       | -             | 20,6%        | -           | 10,7%         | -           | -          | 8,7%         | 6,6%         | -                    | -             | -          | 2,3%          | 6,7%         | -            | 32,6%                 |
| Paraná Pesquisas     | 1 a 4 de maio de 2025        | 1.700      | 2,4                  | 5    | -              | 11,6%       | -             | 21,8%        | -           | 10,8%         | -           | -          | 9,2%         | 7,1%         | -                    | -             | -          | 2,3%          | -            | 4,0%         | 33,3%                 |
| Paraná Pesquisas     | 1 a 4 de maio de 2025        | 1.700      | 2,4                  | 6    | -              | 11,4%       | -             | 21,8%        | -           | 10,6%         | -           | -          | 9,1%         | 7%           | -                    | -             | 4,6%       | 2,5%          | -            | -            | 33%                   |
|                      |                              |            |                      |      |                |             |               |              |             |               |             |            |              |              |                      |               |            |               |              |              |                       |
| Paraná Pesquisas     | 20 a 23 de fevereiro de 2025 | 1.650      | 2,5                  | 1    | 37,8%          | -           | 24,7%         | -            | -           | -             | -           | -          | 4,8%         | 3%           | -                    | 16,2%         | -          | -             | -            | -            | 13,5%                 |
| Paraná Pesquisas     | 20 a 23 de fevereiro de 2025 | 1.650      | 2,5                  | 2    | 40,3%          | -           | -             | 12,7%        | -           | -             | -           | -          | 7,1%         | 5%           | -                    | 17,6%         | -          | -             | -            | -            | 17,3%                 |
| Paraná Pesquisas     | 20 a 23 de fevereiro de 2025 | 1.650      | 2,5                  | 3    | 48,6%          | -           | -             | 16,6%        | -           | -             | -           | -          | 8,5%         | 5,9%         | -                    | -             | -          | -             | -            | -            | 20,3%                 |
| Paraná Pesquisas     | 20 a 23 de fevereiro de 2025 | 1.650      | 2,5                  | 4    | -              | -           | -             | 17%          | 27%         | -             | -           | -          | 6,3%         | 5,1%         | -                    | 25,6%         | -          | -             | -            | -            | 19%                   |
| Paraná Pesquisas     | 20 a 23 de fevereiro de 2025 | 1.650      | 2,5                  | 5    | -              | -           | -             | 21,6%        | 35,8%       | -             | -           | -          | 8%           | 6,5%         | -                    | -             | -          | -             | -            | -            | 28,1%                 |
| Paraná Pesquisas     | 20 a 23 de fevereiro de 2025 | 1.650      | 2,5                  | 6    | -              | 9,5%        | -             | 18,8%        | -           | -             | -           | 18,3%      | -            | 6,4%         | 12,3%                | -             | -          | -             | 4,7%         | -            | 29,9%                 |
| Paraná Pesquisas     | 20 a 23 de fevereiro de 2025 | 1.650      | 2,5                  | 7    | -              | 9,8%        | -             | 19,3%        | -           | -             | -           | 19,2%      | -            | 6,3%         | 12,8%                | -             | -          | -             | -            | 2,7%         | 29,8%                 |
|                      |                              |            |                      |      |                |             |               |              |             |               |             |            |              |              |                      |               |            |               |              |              |                       |
| Genial/Quaest        | 19 a 23 de fevereiro         | 1.644      | 2                    |      | 38%            | -           | -             | 6%           | -           | -             | 15%         | -          | -            | -            | -                    | 12%           | -          | -             | -            | -            | 29%                   |

### 2024
| Contratante/Pesquisa | Datas de Pesquisa | Amostragem | Margem de erro (%pt) | Cen. |                  |                             |             |              |               |              |               | Indecisos ou Absentos |   |      |       |   |      |       |
| Contratante/Pesquisa | Datas de Pesquisa | Amostragem | Margem de erro (%pt) | Cen. | Tarcísio (REP)   | França (PSB)                | Nunes (MDB) | Padilha (PT) | Marçal (PRTB) | Derrite (PL) | Sabará (NOVO) | Indecisos ou Absentos |   |      |       |   |      |       |
| -------------------- | ----------------- | ---------- | -------------------- | ---- | ---------------- | --------------------------- | ----------- | ------------ | ------------- | ------------ | ------------- | --------------------- | - | ---- | ----- | - | ---- | ----- |
| Contratante/Pesquisa | Datas de Pesquisa | Amostragem | Margem de erro (%pt) | Cen. | Paraná Pesquisas | 15 a 19 de novembro de 2024 | 1.684       | 2,4          | 1             | 40,5%        | 12,6%         | Indecisos ou Absentos | - | 7,7% | 20,5% | - | 1,4% | 17,2% |
| 2                    | -                 | 14,6%      | 27,2%                | 7,7% | Paraná Pesquisas | 15 a 19 de novembro de 2024 | 1.684       | 2,4          | 28,3%         | -            | 1,5%          | 20,7%                 |   |      |       |   |      |       |
| 3                    | 48,6%             | 16,6%      | -                    | 8,8% | Paraná Pesquisas | 15 a 19 de novembro de 2024 | 1.684       | 2,4          | 32,5%         | 9,4%         | 1,7%          | 30,6%                 |   |      |       |   |      |       |